# فيلهلمسهافن
فيلهيلمسهافن (بالألمانية: Wilhelmshaven) هي مدينة وميناء تقع في شمال ولاية ساكسونيا السفلى في شمال ألمانيا على بحر الشمال. يبلغ عدد سكانها حوالي 84,751 نسمة (2004).

## توأمة
لفيلهلمسهافن اتفاقيات توأمة مع كل من:
- نورفولك (1976 - )[11]
- فيشي (1965 - )[12]
- دنفيرملين (1979 - )[13]
- باد هاغزبورغ (1988 - )
- بيدغوشتش (مارس 2006 - )[14]
- Bromberg, Lower Austria [الإنجليزية]‏ (17 أغسطس 1980 - )[15]
- لوغرونيو (1990 - )[16]
- تشينغداو (مارس 1992 - )[17]

## أعلام
- مانفريد بيكر
- نيكو باير
- رالف فيلاند
- مارين فروم
- أنكه فوكس
- ليني يونكر
- ريتشارد جون
- رودلف دروست